# Velòdrom d'Anoeta
El Velòdrom d'Anoeta, o oficialment Velòdrom Antonio Elorza (en eusquera: Anoetako Belodromoa o Antonio Elortza belodromoa) és el nom que rep un pavelló esportiu cobert a la localitat de Sant Sebastià, (Euskadi, País Basc). L'arena té 5.500 espectadors. S'utilitza sobretot per a atletisme, esdeveniments de motocròs i concerts. Està situat a la Ciutat esportiva d'Anoeta, en el barri d'Anoeta de la ciutat, d'aquí el seu nom.

## Principals esdeveniments esportius
- Campionat del món de ciclisme en pista de 1965
- Campionat del món de ciclisme en pista de 1973